# Joshua (Texas)
Pour les articles homonymes, voir Joshua.
Joshua est une ville située au nord du comté de Johnson, au Texas, aux États-Unis,. La ville est incorporée au milieu des années 1950.

## Démographie
Lors du recensement de 2010, la ville comptait une population de 5 910 habitants. Elle est estimée, en 2016, à 6 846 habitants.

### Source de la traduction
- (en) Cet article est partiellement ou en totalité issu de l’article de Wikipédia en anglais intitulé « Joshua, Texas » (voir la liste des auteurs).